# Lista de seleções nacionais de ginástica rítmica
As seleções de ginástica rítmica, encontram-se listadas e divididas por continente e por nação nos tópicos abaixo.

## Américas
| - Seleção Brasileira de Ginástica Rítmica Feminina | - Seleção de Ginástica Artística Rítmica dos Estados Unidos |